# Загадковий спадкоємець
«Загадковий спадкоємець» (рос. «Загадочный наследник») — російський радянський двосерійний художній фільм-драма 1987 року режисера Тамари Лисиціан.

## Сюжет
Молодий радянський художник Бурцев приїжджає в Париж з приводу спадщини, яку залишив йому рідний дядько, який виїхав до Франції з першою хвилею емігрантів. Спадщина — велика колекція предметів мистецтва, і Бурцев планує подарувати її місту Мценську, де народився покійний. У Франції йому доводиться зіткнутися з емігрантськими колами, де його чекає ворожість і протидія одних, зацікавлених у спадщині, що ненавидять СРСР, і відкриті симпатії інших — старого Єрихонова і його дочки Асі, що покохала Бурцева. Колекція викрадена, але завдяки рішучості Бурцева і допомозі друзів, все закінчується благополучно.

## У ролях
- Володимир Ільїн —  Степан Миколайович Бурцев
- Інгеборга Дапкунайте —  Ася Еріхонова
- Інокентій Смоктуновський — Василь Григорович Єрихонов, емігрант, батько Асі
- Ірина Скобцева —  Поліна Андріївна Батистова
- Леонід Бронєвой —  Олексій Миронович Лізовський, нотаріус
- Геннадій Гарбук —  Павло Онисимович Кузовкін
- Олександр Пашутін —  Роман Дем'янович Алиров
- Микола Анненков —  Яків Степанович Бурцев
- Тамара Сьоміна —  Клавдія Єрьоміна
- Юрій Соломін —  Олег Сергійович Зикін, посол
- Євгенія Ханаєва —  Глаша
- Володимир Сєдов —  історик, попутник
- Вітаутас Томкус —  Френк
- Володимир Головін —  Сергій Вікторович Скабржевський, скульптор, цвинтарний ремісник
- Лідія Андреєва —  Віра Олексіївна Строгова, галеристка
- Ігор Ліванов —  доктор Пєгов, закоханий в Асю
- Галина Петрова —  Роза
- Олег Вавілов —  Ілля
- Олександр Соколов —  Борис Балдін
- Сергій Гусак —  Миша, син Рози і Іллі
- Валерій Погорельцев —  Ігор Маслов, художник
- Олександр Леньков —  Грязнов, продажний журналіст емігрантської газети
- Ілля Рутберг —  співробітник еміграційної служби, що працює на Френка (в титрах зазначений як І. Рудберг)
- Сергій Сібель —  працівник посольства
- Володимир Піцек —  член художньої ради
- Євген Воскресенський —  Жорж Бріон-Шерстобітов, провокатор  (немає в титрах)
- Євген Марков —  член художньої ради  (немає в титрах)
- Вадим Александров —  Перехватов, співробітник емігрантської газети  (немає в титрах)
- Галина Левченко —  Ольга Давидівна  (немає в титрах)
- Давид Віницький (в титрах зазначений як Д. Вінницький)

## Знімальна група
- Автори сценарію — В'ячеслав Костіков,  Тамара Лисиціан
- Режисер —  Тамара Лисиціан
- Оператор —  Михайло Демуров,  Віктор Епштейн-Стрєльцин
- Композитор — Ігор Єфремов
- Художник —  Давид Віницький